# Красная Горка (Пермский край)
Красная Горка — деревня в Пермском крае России. Входит в Чусовской городской округ.

## История
С 2004 до 2019 года деревня входила в состав ныне упразднённого Никифоровского сельского поселения Чусовского муниципального района.

## География
Деревня находится в восточной части края, в таёжной зоне, на правом берегу реки Чусовой, на расстоянии приблизительно 38 километров (по прямой) к западу-юго-западу (WSW) от города Чусового, административного центра района. Абсолютная высота — 109 метров над уровнем моря.
Климат
Климат характеризуется как умеренно континентальный. Средняя многолетняя температура самого холодного месяца (января) составляет −16°С, температура самого тёплого (июля) — 17°С. Среднегодовое количество осадков — 500−700 мм. Снежный покров держится в среднем 170 дней. Вегетационный период продолжается в течение 118 дней.

## Население
| 2010 | 2021 |
| ---- | ---- |
| 50   | ↘42  |

Половой состав
По данным Всероссийской переписи населения 2010 года в половой структуре населения мужчины составляли 18 %, женщины — соответственно 82 %.
Национальный состав
Согласно результатам переписи 2002 года, в национальной структуре населения русские составляли 96 % из 53 чел.

## Достопримечательности
В деревне находится кирпичная церковь Всех Святых, построенная в середине XIX на средства П. Кропачева. Закрыта в 1930-х годах. Вновь открыта в 1946 году и более не закрывалась.